# Штапівка
Штапівка (стебнівка, клітка) – один з найпростіших і водночас основоположних швів у вишивці та шитті. Шов виконується за робочим рисунком орнаменту справа наліво. Цей шов грунтується на шві «вперед голку», який є основним у народному
вишиванні. Застосовується самостійно і як елемент орнаментального вишивання з лічильною гладдю. Виконується за лічбою ниток основи й утоку «уперед голку» без попереднього нанесення рисунка на тканину. Спочатку прошивають контур рисунка. Зворотним ходом робочої нитки покривають пропущені місця і пропускають покриті, одночасно заповнюючи внутрішню частину рисунка.  Цією технікою вишиті діагональні, ступчаті, діагональні стрічки, меандри. Варіантами цієї техніки є решітка, клітка, ямочки та ін. Розрізняють однобічну, двобічну і косу штапівку.

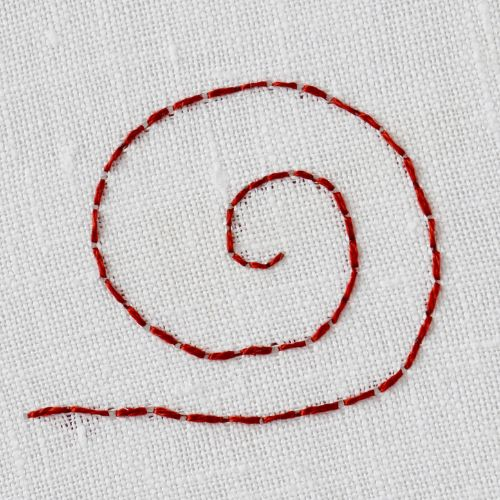
Приклад техніки

## Техніка виконання
Робочу нитку закріплюємо з виворітної сторони на місці початку шва.
Виводимо голку з робочою ниткою на лицьову сторону. Від місця виколу вверх відраховуємо три нитки піткання між двома паралельними нитками основи, вколюємо голку, повертаємо вліво, набираємо на неї три нитки основи. Виводимо голку на лицьову сторону і таким же способом настеляємо стібки до кінця лінії шва. При повороті лінії шва вліво і вниз нитки піткання відраховуємо від місця виколу голки вниз. При цьому утворюються на однаковій відстані з лицьової сторони рівні, паралельні вертикальні стібки, з виворітної – горизонтальні.
Настеливши стібки до кінця лінії шва, повертаємо тканину і лицьові стібки набираємо на голку. З лицьової і виворітної сторони утворюється замкнута ромбовидна лінія із вертикальних та горизонтальних стібків. Знову повертаємо тканину на 180 і таким же способом вишиваємо другу лінію стібків. При цьому потрібно уважно слідкувати, щоб верхній ріжок вертикального стібка з'єднувався із кутом дотику вертикального і горизонтального стібків верхньої лінії шва. Після закінчення настилу стібків з лицьової і виворітної сторін утворюється декоративна ромбовидна лінія, вистелена рівномірними квадратиками.
Штапівку можна вишивати по прямій лінії. Шов ведеться справа наліво. Робочу нитку закріплюємо з виворітної сторони на місці початку шва. Виводимо голку з робочою ниткою на лицьову сторону. Від місця виколу пропускаємо чотири нитки основи між двома паралельними нитками піткання, вколюємо голку, повертаємо вверх, набираємо на неї чотири нитки піткання між двома паралельними нитками основи (кількість ниток можна міняти, відповідно до якісної характеристики матеріалів і орнаменту). Виводимо голку на лицьову сторону та вколюємо вниз через набрані нитки піткання на місці попереднього вколювання. Повертаємо голку вліво, набираємо на неї чотири нитки основи, виводимо на лицьову сторону. Від місця виколу вліво (між двома паралельними нитками піткання) пропускаємо чотири нитки основи, вколюємо голку, повертаємо вверх і набираємо на неї чотири нитки піткання. Виводимо голку на лицьову сторону, вколюємо через чотири (попередньо набраних) нитки піткання вниз на місці попереднього вколювання. Таким способом настеляємо стібки до кінця лінії шва. При цьому з лицьової і виворітної сторін утворюються горизонтальні та вертикальні стібки із стиком в одній точці, утворюючи кут у вигляді друкованої латинської літери І.
Дійшовши до кінця лінії шва, повертаємо тканину на 180 і таким же способом настеляємо стібки в протилежну сторону. З лицьової і виворітної сторони утворюються окремі рівні квадратики. Повертаємо тканину так, щоб декоративна лінія, утворена квадратиками, була розміщена по відношенню до нас паралельно. Після цього бокові стібки квадратиків з однієї, а потім з другої сторони набираємо на голку, з'єднуючи Їх таким способом у цільну пряму лінію. 

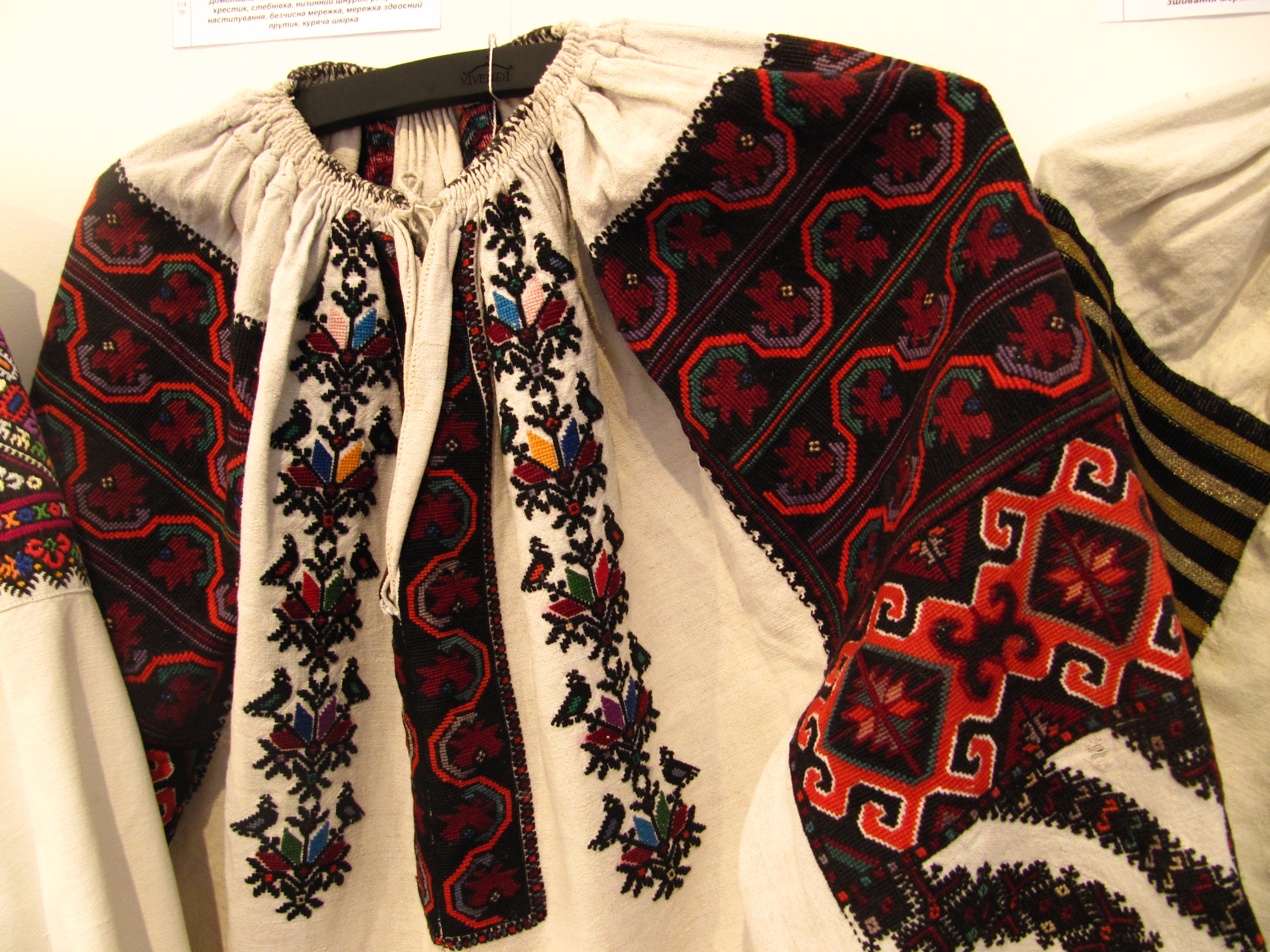
Жіноча сорочка до підточки. Поч. 20 ст. Чернівецька обл. Заставнівський р. с. Репужинці. з колекції музею І.Гончара. У вишивці використано техніку стебнівку

### Використання у вишивці
Штапівкою виконують основні орнаменти в поєднанні із лиштвою простою, качалковою, гладдю косою оздоблювальною тощо. Колористичні рішення таких орнаментів найрізноманітніші. Штапівка використовувалась на Поділлі переважно для складних геометричних форм у верхній частині полика.